# Kisłowka (rejon rosławski)
Kisłowka (ros. Кисловка) – wieś (ros. деревня, trb. dieriewnia) w zachodniej Rosji, w osiedlu wiejskim Astapkowiczskoje rejonu rosławskiego w obwodzie smoleńskim.

## Geografia
Miejscowość położona jest w pobliżu rzeki Czornaja Rydyga, w sąsiedztwie stacji kolejowej Samolubowka, 5 km od drogi federalnej A130 (Moskwa – Obninsk – Małojarosławiec – Rosław – białoruska granica), 7 km od centrum administracyjnego osiedla wiejskiego (Astapkowiczi), 15 km od centrum administracyjnego rejonu (Rosław), 112 km od stolicy obwodu (Smoleńsk), 20 km od granicy z Białorusią.

## Demografia
W 2010 r. miejscowość zamieszkiwało 30 osób.

## Historia
W czasie II wojny światowej od lipca 1941 roku wieś była okupowana przez hitlerowców. Wyzwolenie nastąpiło we wrześniu 1943 roku.